# Венецкий, Алексей Иванович
 Алексей Иванович Венецкий  (1843, Михайловский уезд, Рязанская губерния — до 1919) —  мировой судья.

## Биография
Родился в 1843 году в Михайловском уезде Рязанской губернии в дворянской семье.
Учился во 2-й Санкт-Петербургской гимназии, а затем на отделении естественных наук физико-математического факультета Санкт-Петербургского университета. Будучи студентом 2 курса, 26 сентября 1861 года был заключён в Петропавловскую крепость за участие в студенческом движении. Освобождён на поруки 15 ноября того же года (основанием послужила болезнь матери), а вскоре прощён, отделавшись строгим внушением и обязательством стать матрикулованным студентом или вернуться на родину. Предпочёл продолжать обучение, при этом был отдан под гласный полицейский надзор.
В мае 1867 года со степенью кандидата окончил университетский курс и 8 октября того же года был избран на должность консерватора палеонтологического кабинета университета. Согласно воспоминаниям его коллеги и друга А. А. Иностранцева Венецкий привёз из родных мест «чуть ли не полный мешок» аммонитов и «оставил после себя довольно видный след в изучении юрской системы» Рязанской губернии. При этом научная карьера не привлекала Венецкого: «он стремился только значительно расширить свой научный кругозор, а затем опять уйдет в деревню — будет хозяйничать». Покинул университет и отправился домой, узнав о тяжёлом состоянии матери, а после её смерти подал прошение об увольнении от службы, которое было удовлетворено 17 сентября 1869 года.
Поселившись в своём имении в Михайловском уезде Рязанской губернии, Венецкий вскоре был избран мировым судьёй и непрерывно занимал по избранию эту должность до введения взамен мировых судей института земских начальников.
Умер ранее 1919 года (именно в этом году написаны воспоминания А. А. Иностранцева, в которых упомянуто о смерти Венецкого).